# Kleinia
 Kleinia  Mill., 1754 è un genere di piante angiosperme dicotiledoni della famiglia delle Asteraceae (sottofamiglia Asteroideae).

## Etimologia
L'etimologia del nome del genere deriva da Jacob Theodor Klein (1685-1759), giurista, storico, botanico, zoologo e matematico tedesco.
Il nome scientifico del genere è stato definito dal botanico Philip Miller (1691–1771) nella pubblicazione " Gardeners Dictionary" ( Gard. Dict. Abr. ed. 4.) del 1754.

## Descrizione

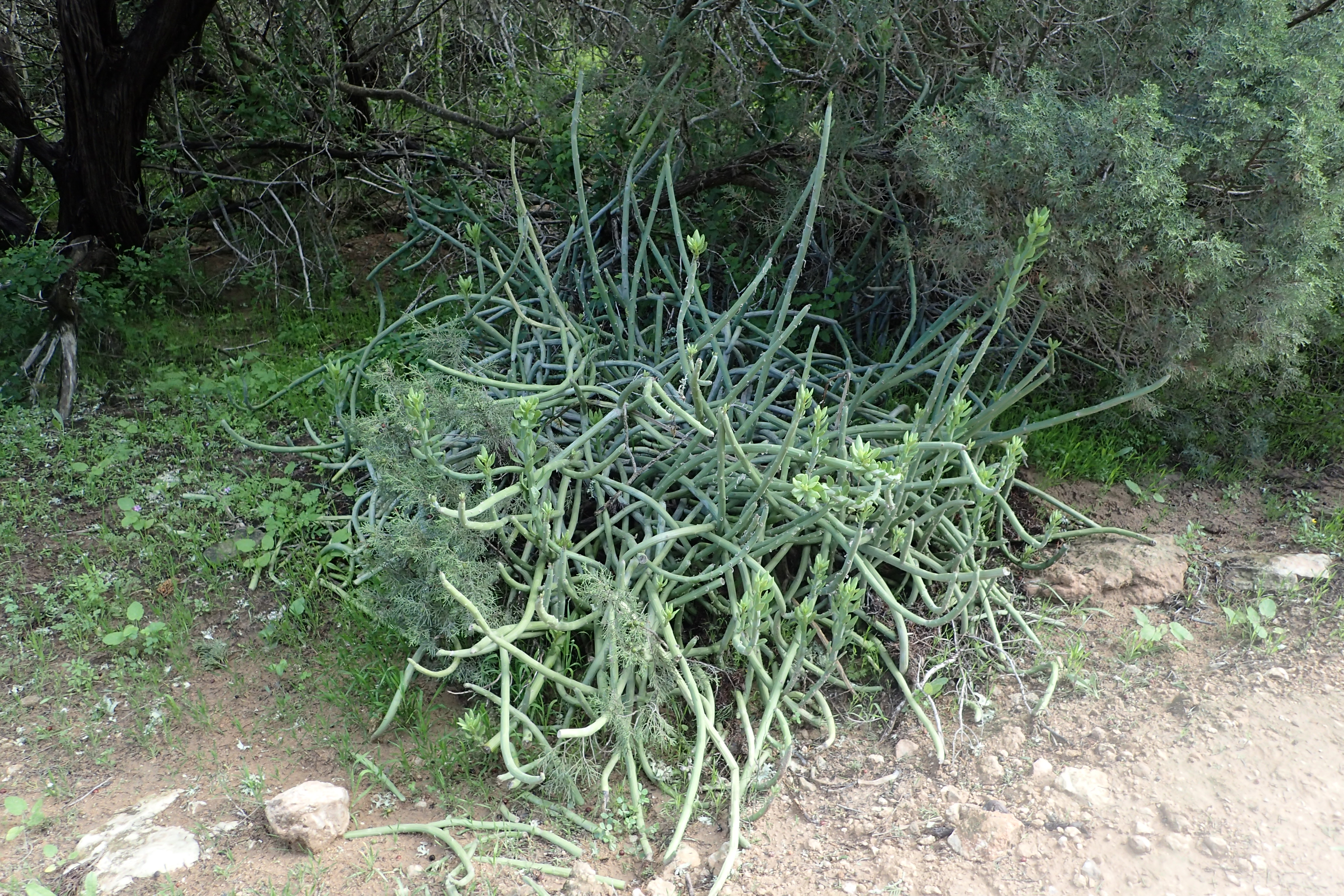
Il portamento
Kleinia anteuphorbium

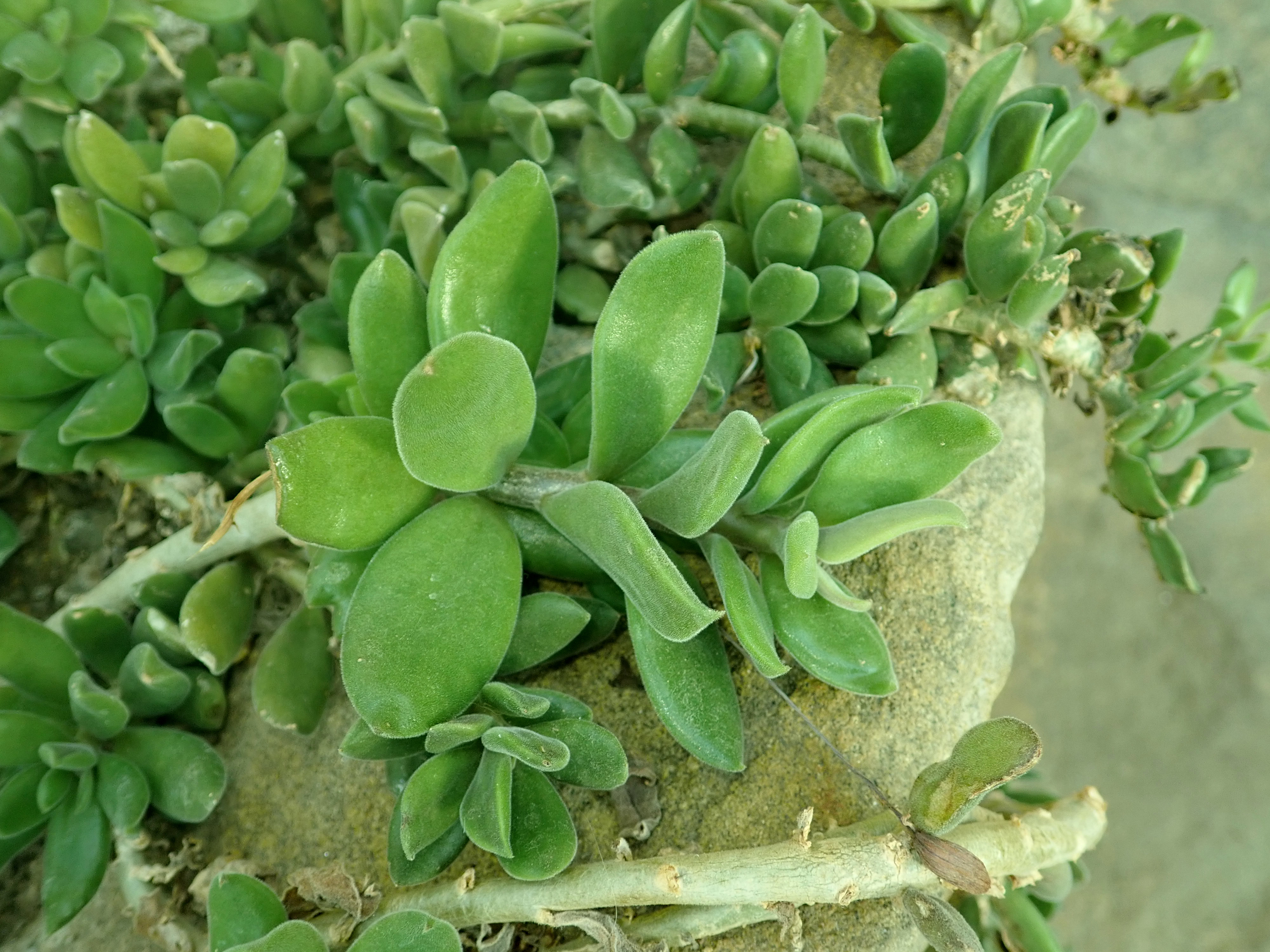
Le foglie
Kleinia implexa

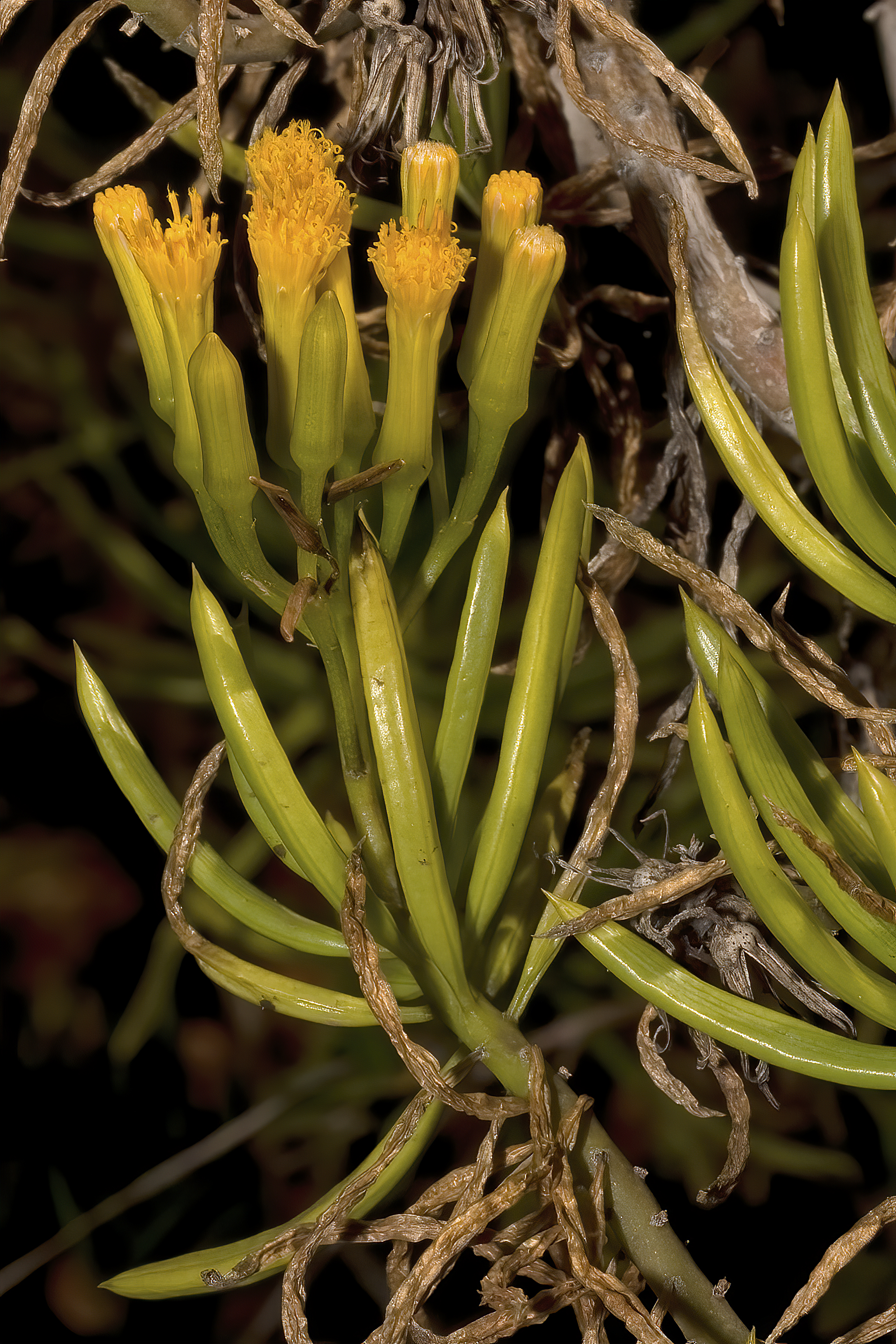
Infiorescenza
Kleinia barbertonica

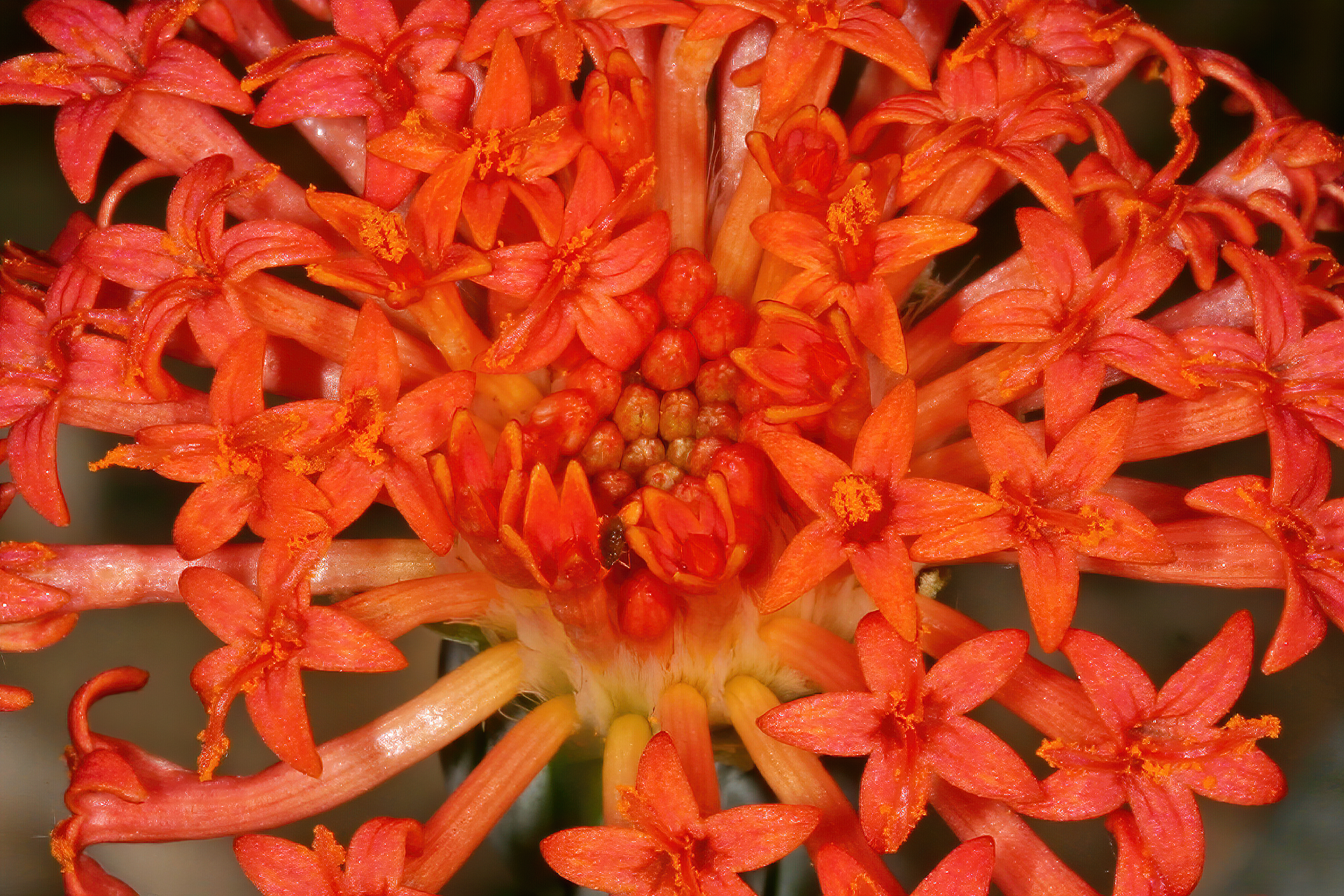
I fiori
Kleinia fulgens

Habitus. Le specie di questo genere hanno un habitus di tipo erbaceo perenne oppure arbustivo succulento. Le superfici delle piante possono essere sia glabre che pubescenti per peli semplici.
Radici. Le radici in genere sono secondarie da rizoma e possono essere fibrose. I rizomi sono striscianti o legnosi.
Fusto. La parte aerea è eretta; semplice o ramosa.
Foglie. Le foglie cauline, disposte in modo alternato, sono brevemente picciolate o sessili (quelle superiori). La forma della lamina varia da intera a inciso-lobata. Talvolta le foglie sono ridotte a delle scaglie o sono assenti.
Infiorescenza. Le sinflorescenze sono composte da più capolini (ma anche uno solo) organizzati in formazioni corimbose. Le infiorescenze vere e proprie sono formate da un capolino terminale peduncolato di tipo discoide. Alla base dell'involucro (la struttura principale del capolino) può essere presente (ma non sempre) un calice formato da brattee fogliacee. I capolini sono formati da un involucro, con forme da cilindriche a campanulate o emisferiche, composto da diverse brattee, al cui interno un ricettacolo fa da base ai fiori. Le brattee sono disposte in modo embricato di solito su una sola serie e possono essere connate alla base. Il ricettacolo è nudo (senza pagliette a protezione della base dei fiori); la forma è convessa e a volte è alveolato.
Fiori.  I fiori sono tetra-ciclici (formati cioè da 4 verticilli: calice – corolla – androceo – gineceo) e pentameri (calice e corolla formati da 5 elementi). Sono inoltre ermafroditi, tubulosi e actinomorfi.
- Formula fiorale:

*/x K {\displaystyle \infty }, [C (5), A (5)], G 2 (infero), achenio
- Calice: i sepali del calice sono ridotti ad una coroncina di squame.
- Corolla: nella parte inferiore i petali della corolla sono saldati insieme e formano un tubo. In particolare le corolle dei fiori del disco centrale (tubulosi) terminano con delle fauci dilatate a raggiera con cinque lobi. I lobi possono avere una forma da deltoide a triangolare-ovata. Il colore delle corolle è giallo, bianco, verde, arancio, rosso o porpora.
- Androceo: gli stami sono 5 con dei filamenti liberi. La parte basale del collare dei filamenti può essere dilatata e allungata. Le antere invece sono saldate fra di loro e formano un manicotto che circonda lo stilo. Le antere sono senza coda ("ecaudate"). La struttura delle antere è di tipo tetrasporangiato, raramente sono bisporangiate. Il tessuto endoteciale è radiale o polarizzato. Il polline è tricolporato (tipo "helianthoid").[10]
- Gineceo: lo stilo è biforcato con due stigmi nella parte apicale. Gli apici dello stilo sono conico-triangolari o elongato-acuminati e papillati. Le superfici stigmatiche sono separate.  L'ovario è infero uniloculare formato da 2 carpelli. L'ovario ha le pareti ricoperte da cristalli drusiformi.

Frutti. I frutti sono degli acheni con pappo. La forma degli acheni è ellittico-oblunga; la superficie è percorsa da diverse coste longitudinali e può essere glabra. Possono essere presenti delle ali o degli ispessimenti marginali. Non sempre il carpoforo è distinguibile. Il pappo è formato da numerose setole snelle e persistenti.

## Biologia
Impollinazione: l'impollinazione avviene tramite insetti (impollinazione entomogama tramite farfalle diurne e notturne).
Riproduzione: la fecondazione avviene fondamentalmente tramite l'impollinazione dei fiori (vedi sopra).
Dispersione: i semi (gli acheni) cadendo a terra sono successivamente dispersi soprattutto da insetti tipo formiche (disseminazione mirmecoria). In questo tipo di piante avviene anche un altro tipo di dispersione: zoocoria. Infatti gli uncini delle brattee dell'involucro (se presenti) si agganciano ai peli degli animali di passaggio disperdendo così anche su lunghe distanze i semi della pianta. Inoltre per merito del pappo il vento può trasportare i semi anche a distanza di alcuni chilometri (disseminazione anemocora).

## Distribuzione e habitat
Le specie di questo genere sono distribuite dall'Africa all'India.

## Tassonomia
La famiglia di appartenenza di questa voce (Asteraceae o Compositae, nomen conservandum) probabilmente originaria del Sud America, è la più numerosa del mondo vegetale, comprende oltre 23.000 specie distribuite su 1.535 generi, oppure 22.750 specie e 1.530 generi secondo altre fonti (una delle checklist più aggiornata elenca fino a 1.679 generi). La famiglia attualmente (2021) è divisa in 16 sottofamiglie; la sottofamiglia Asteroideae è una di queste e rappresenta l'evoluzione più recente di tutta la famiglia.

### Filogenesi
Il genere di questa voce appartiene alla sottotribù Senecioninae della tribù Senecioneae (una delle 21 tribù della sottofamiglia Asteroideae). In base ai dati filogenetici la sottotribù, all'interno della tribù, occupa il "core" della tribù e insieme alla sottotribù Othonninae forma un "gruppo fratello".
I seguenti caratteri sono indicativi per la sottotribù:
- il portamento è molto vario (erbe, arbusti, liane, epifite, alberelli o alberi);
- le foglie sono sia basali che cauline disposte in modo alternato;
- sono presenti capolini sia radiati, disciformi o discoidi;
- le antere sono tetrasporangiate, raramente bisporangiate.

La struttura della sottotribù è molto complessa e articolata (è la più numerosa della tribù con oltre 1.200 specie distribuite su un centinaio di generi) e al suo interno sono raccolti molti sottogruppi caratteristici le cui analisi sono ancora da completare.
Il genere di questa voce fa parte del gruppo "Gynuroid clade" formato dai generi Gynura, Kleinia, Solanecio, dalla "Curio alliance" (generi: Curio, Baculellum e Delairea) e del "Senecio melastomifolius-S. meuselii clade". In particolare i tre generi Gynura, Kleinia, Solanecio, che formano un clade ben supportato, sono caratterizzati dalla presenza, al loro interno, di ossalto di calcio sotto forma di cristalli drusiformi. In posizione "basale" a questo gruppo di generi si trova la "Curio alliance" (formano insieme un "gruppo fratello"). Il gruppo è inoltre imparentato, da un punto di vista filogenetico, al gruppo delle Adenostylinae o "Gruppo quadridentato" chiamato informalmente Adenostylinae (generi: Adenostyles, Caucasalia, Dolichorrhiza, Iranecio e Pojarkovia). Il cladogramma seguente mostra una possibile configurazione filogenetica di questo "supergruppo" delle Senecioninane.
|  | \| \| Solanecio \| \| \| \| \| \| Gynura \| \| \| \| |
|  |                                                      |
|  | Kleinia                                              |
|  |                                                      |
|  | Solanecio                                            |
|  |                                                      |
|  | Gynura                                               |
|  |                                                      |

|  | Solanecio |
|  |           |
|  | Gynura    |
|  |           |

|  | \| \| Solanecio \| \| \| \| \| \| Gynura \| \| \| \| |
|  |                                                      |
|  | Kleinia                                              |
|  |                                                      |
|  | Solanecio                                            |
|  |                                                      |
|  | Gynura                                               |
|  |                                                      |

|  | Solanecio |
|  |           |
|  | Gynura    |
|  |           |

|  | \| \| Solanecio \| \| \| \| \| \| Gynura \| \| \| \| |
|  |                                                      |
|  | Kleinia                                              |
|  |                                                      |
|  | Solanecio                                            |
|  |                                                      |
|  | Gynura                                               |
|  |                                                      |

|  | Solanecio |
|  |           |
|  | Gynura    |
|  |           |

|  | \| \| Solanecio \| \| \| \| \| \| Gynura \| \| \| \| |
|  |                                                      |
|  | Kleinia                                              |
|  |                                                      |
|  | Solanecio                                            |
|  |                                                      |
|  | Gynura                                               |
|  |                                                      |

|  | Solanecio |
|  |           |
|  | Gynura    |
|  |           |

|  | \| \| Solanecio \| \| \| \| \| \| Gynura \| \| \| \| |
|  |                                                      |
|  | Kleinia                                              |
|  |                                                      |
|  | Solanecio                                            |
|  |                                                      |
|  | Gynura                                               |
|  |                                                      |

|  | Solanecio |
|  |           |
|  | Gynura    |
|  |           |

|  | \| \| Solanecio \| \| \| \| \| \| Gynura \| \| \| \| |
|  |                                                      |
|  | Kleinia                                              |
|  |                                                      |
|  | Solanecio                                            |
|  |                                                      |
|  | Gynura                                               |
|  |                                                      |

|  | Solanecio |
|  |           |
|  | Gynura    |
|  |           |

|  | \| \| Solanecio \| \| \| \| \| \| Gynura \| \| \| \| |
|  |                                                      |
|  | Kleinia                                              |
|  |                                                      |
|  | Solanecio                                            |
|  |                                                      |
|  | Gynura                                               |
|  |                                                      |

|  | Solanecio |
|  |           |
|  | Gynura    |
|  |           |

|  | \| \| Solanecio \| \| \| \| \| \| Gynura \| \| \| \| |
|  |                                                      |
|  | Kleinia                                              |
|  |                                                      |
|  | Solanecio                                            |
|  |                                                      |
|  | Gynura                                               |
|  |                                                      |

|  | Solanecio |
|  |           |
|  | Gynura    |
|  |           |

I caratteri distintivi per le specie del genere  Kleinia sono:
- il portamento è erbaceo o arbustivo succulento;
- i capolini sono del tipo discoide;
- gli apici dello stilo sono conico-triangolari o elongati e papillati.

Il numero cromosomico delle specie è: 2n = 18, 20, 40 e circa 100 .

### Sinonimi
Sono elencati alcuni sinonimi per questa entità:
- Notonia DC., 1833
- Notoniopsis B.Nord., 1978